# جی‌آرپی رکوردز
جی‌آرپی رکوردز (انگلیسی: GRP Records) شرکت نشر موسیقی آمریکایی است، که در سال ۱۹۷۸ توسط دیو گروسین و لری رزن تأسیس شد.